# Water marble

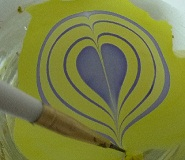
Un exemple de Water marble.

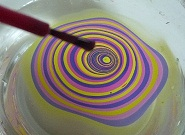
Un exemple de Water marble.

Le Water marble est une technique de Nail art qui consiste à faire tomber successivement des gouttes de vernis à ongles de couleurs différentes sur la surface de l'eau de manière à obtenir des cercles concentriques. Il s’agit ensuite de tracer à l’aide d’un cure-dent ou d’une épingle, le motif de votre choix qui sera transféré sur chacun de vos ongles. Le terme français est « Marbré dans l'eau » ou « Marbrage », mais l'expression anglaise est plus largement utilisée.

## Histoire
La technique de « marbrage » a d'abord été prévue pour l'utilisation de la peinture. Ce sont des professionnels de l'ongle de Chiba (Japon) qui ont développé cette méthode d'application dans les années 1990. Le nom Water marble est apparu sur des flyers d'un centre commercial de Chiba tandis qu'aux États-Unis il était encore inconnu. C'est lors d'une démonstration au Japon, que l'utilisation de cette technique du vernis à ongles dans l'eau a fait parler d'elle. Le Nail art s'est fort développé avec la tendance Kawaii Japonaise, puis est arrivé aux États-Unis. C'est plus tard qu'il est devenu un phénomène de mode en Europe. Le type d'application de vernis à ongles Water marble, s'est récemment fait connaître en France, grâce à des vidéos et des blogs d'adeptes de manucures sur la toile. Cette technique ne cesse de gagner en popularité depuis 2010 et fait de jour en jour, de nouveaux pratiquants de la manucure dite « maison ». En effet, plus besoin d'aller dans un institut ou un salon de beauté, grâce à de nombreux tutoriels et la vente de matériels spécifiques dans le commerce, les gens pratiquent désormais le Do it yourself.

## Techniques

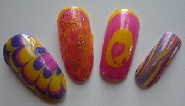
Réalisations créées avec différentes techniques.

La technique n'a pas été inventée spécialement pour les ongles. Elle est également utilisée dans les loisirs créatifs. Dans le Nail art, il y a plusieurs types de marbrés, hormis le Water marble, on peut faire un marbré à sec ou un marbré au pinceau.
Le Nail art comprend différentes techniques et accessoires pour décorer les ongles :
- Strass
- Autocollants
- Paillettes
- Feuilles métallisées
- Particules de nacre
- Dégradés à l'éponge
- Dessin à l'aide de pochoirs
- Dessin à l'aide de pinceaux

Le Water marble en est l'une d'entre elles. Il est possible cependant de mixer les techniques : ajouter des paillettes sur un Water Marble par exemple.

## Réalisation
Il y a plusieurs façons de créer un vernis marbré :
Il existe des décalcomanies, ce sont des planches avec divers motifs dessus à découper et à plonger dans l'eau, puis à coller sur les ongles. Mais la véritable technique est celle qui utilise du vrais vernis, cela prend plus de temps mais laisse un résultat bien meilleur. L'application peut être faite avec de nombreux vernis, du moment qu'ils sont bien fluides. Le Water marble peut être effectué directement sur des ongles naturels ou sur de faux ongles.

## Apparence
Le choix des motifs est illimité : abstraits, courbés, marbrés, psychédéliques, fleurs, zébrés, arc-en-ciel, toiles d'araignées, plumes de paon… Ainsi, chaque ongle est différent.